# Scyphax intermedius
Scyphax intermedius är en kräftdjursart som beskrevs av Edward John Miers 1876.
Scyphax intermedius ingår i släktet Scyphax och familjen Scyphacidae. Inga underarter finns listade i Catalogue of Life.